# Velika Kotula
Koordinati:   43°52′11″N, 15°27′10″E
Velika Kotula je majhen nenaseljen otoček v Jadranskem morju, ki pripada Hrvaški.
Velika Kotula leži med otoki Vrgada, Obun in Gangaro, od katere je oddaljena okoli 0,7 km. Površina otočka meri 0,124 km². Dolžina obalnega pasu je 1,58 km. Najvišji vrh je visok 12 mnm.